# 3-ベンズヒドリルモルホリン
3-ベンズヒドリルモルホリン(3-Benzhydrylmorpholine)は、1950年代にメリカン・ホーム・プロダクツが開発した化合物である。精神刺激薬と食欲減退薬の効果を持ち、ピプラドロールとフェンメトラジンの両方に関連がある。

## 合成
ジフェニルアラニンを出発物質として合成される。